# Sophie Nostitz-Rieneck

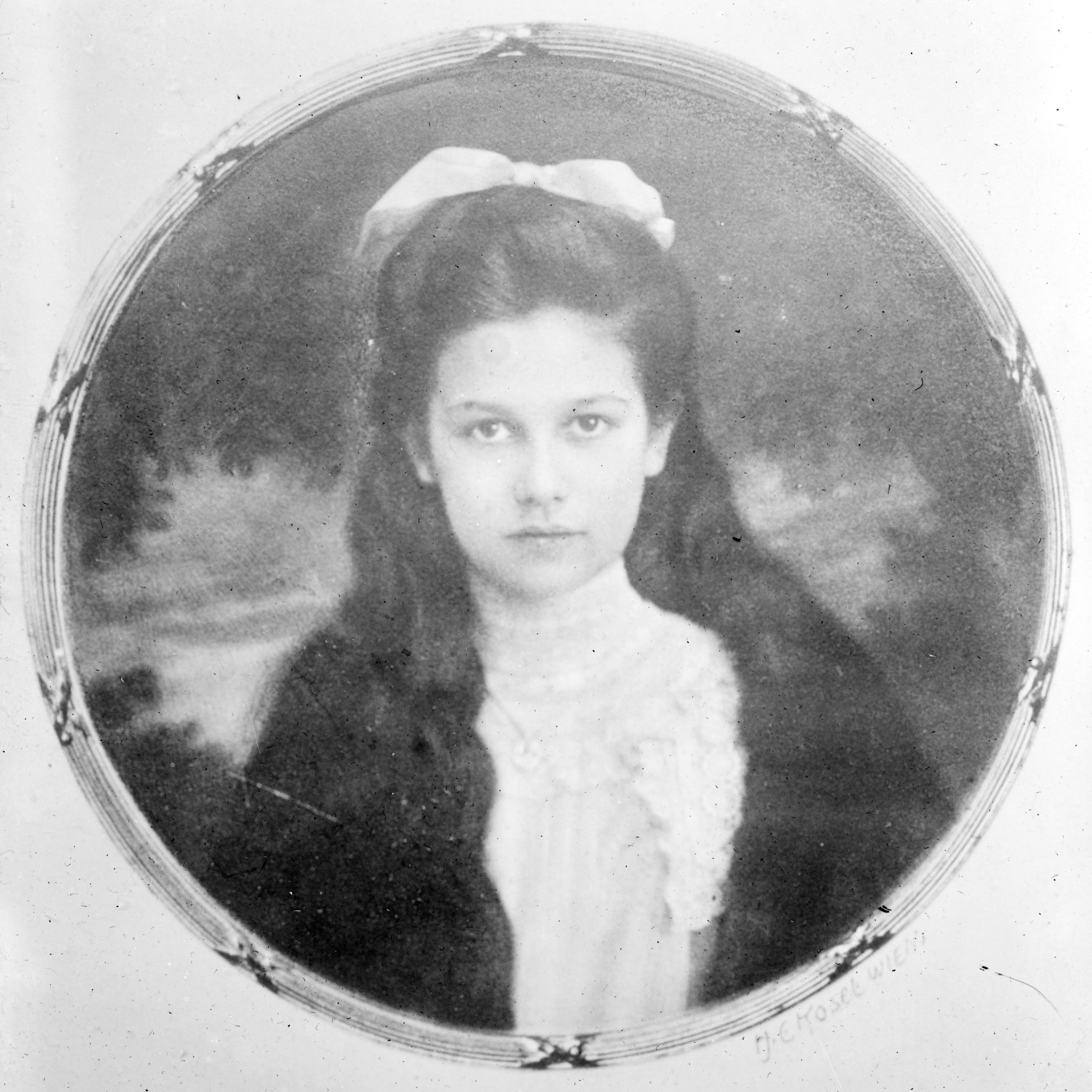
Fürstin Sophie von Hohenberg (vor 1914)

Sophie Nostitz-Rieneck, Geburtsname Sophie Marie Franziska Antonia Ignatia Alberta Fürstin von Hohenberg (* 24. Juli 1901 auf Schloss Konopischt in Böhmen; † 27. Oktober 1990 in Thannhausen, Steiermark), war die einzige Tochter des 1914 ermordeten österreichisch-ungarischen Thronfolgers Erzherzog Franz Ferdinand. Da sie aus der nicht ebenbürtigen Ehe des Thronfolgers stammte, führte sie bis 1920 wie ihre Mutter den Familiennamen Hohenberg.

## Leben

Franz Ferdinand mit seiner Familie, um 1908

Sophie war das älteste der vier Kinder von Franz Ferdinand (1863–1914) und seiner Ehefrau Sophie Herzogin von Hohenberg (1900 bis 1909 Fürstin von Hohenberg), geb. Gräfin Chotek von Chotkowa und Wognin (1868–1914). Wegen der morganatischen Ehe ihrer Eltern waren Sophie und ihre Brüder, Maximilian (1902–1962) und Ernst (1904–1954), von der Thronfolge ausgeschlossen (das vierte Kind wurde tot geboren).
Das Attentat von Sarajevo 1914, bei dem ihre Eltern ermordet wurden, wurde von österreichisch-ungarischen Politikern und Militärs zum Anlass genommen, den Kaiser zum Krieg gegen Serbien zu bewegen, aus dem bald der Erste Weltkrieg wurde. Nach der Ermordung ihrer Eltern kamen die Waisen in die Obhut ihrer Tante mütterlicherseits, Henriette Gräfin Chotek, und als Vormund wurde ihr Onkel Fürst Jaroslaw Thun und Hohenstein bestellt. Nach dem Attentat wurden sie und ihre Brüder gemeinsam mit ihrem Vormund von Kaiser Franz Joseph I. empfangen. Die drei Kinder erbten das Schloss Artstetten in Niederösterreich, ferner das Schloss Konopiště südlich von Prag, das Schloss Chlumetz in Südböhmen nahe der Grenze zu Österreich und das Schloss Greifenberg in Radmer in der Steiermark. Nach dem Tod des Kaisers Franz Joseph 1916 wurden aus seinem Nachlass 20.000 ha Hektar Waldbesitz in Radmer, Steiermark, die eigentlich als testamentarisches Erbteil für Franz Ferdinand vorgesehen waren, an dessen Waisenkinder Max, Sophie und Ernst übertragen.

Wappen der Herzöge und Fürsten von Hohenberg (1917)

Während der Regierungszeit Kaiser Karls I. erhielten die Kinder des Thronfolgerpaars am 31. August 1917 ein erbliches Wappen und die in der Primogenitur erbliche Herzogswürde mit der Anrede „Hoheit“, die übrigen Nachkommen den Titel Fürst bzw. Fürstin mit der Anrede „Durchlaucht“. Während ihrem Bruder Maximilian der Erstgeborenentitel Herzog zukam, hatten Sophie und Ernst den Adelstitel Fürst bzw. Fürstin. Das Adelsaufhebungsgesetz 1919 machte diese Titel obsolet. Sophie lebte nach 1919 in der Tschechoslowakei, die den Adel schon 1918 ebenfalls abgeschafft hatte.
Am 8. September 1920 heiratete Sophie Hohenberg in Tetschen-Bodenbach an der Elbe (heute: Děčín) Friedrich Nostitz-Rieneck (1893–1973), den ältesten Sohn von Erwein Nostitz-Rieneck (beide bis 1919 Grafen von Nostitz-Rieneck) und Amalia, geb. (Gräfin von) Podstatzky-Lichtenstein.
Von den nationalsozialistischen Polizeiorganen wurde Nostitz-Rieneck Ende der 1930er Jahre als wichtige Zielperson eingestuft: Im Frühjahr 1940 setzte das Reichssicherheitshauptamt in Berlin – das sie irrtümlich in Großbritannien vermutete – sie auf die Sonderfahndungsliste G.B., ein Verzeichnis von Personen, die im Falle einer erfolgreichen deutschen Invasion Großbritanniens durch die Sonderkommandos der SS-Einsatzgruppen mit besonderer Priorität ausfindig gemacht und verhaftet werden sollten.
Einer ihrer Söhne fiel gegen Kriegsende an der Ostfront. 1945 wurde die Familie nach dem Verlust des gesamten Eigentums aus der Tschechoslowakei vertrieben. In Österreich fand sie eine neue Heimat. Der zweite Sohn starb 1949 in sowjetischer Gefangenschaft. Die Familie bewohnte vier Jahre eine Wohnung in Schloss Dorf an der Enns. Ihr Mann, gelernter Forstwirt, arbeitete als Gutsverwalter, die jüngeren Kinder besuchten Schulen in Linz. Nachdem ihr nach 1948 das Schlösschen Geyeregg in Eisenerz überschrieben wurde, lebte die Familie dort. 1962 zog Sophie mit ihrem Mann in ein Einfamilienhaus nach Salzburg-Aigen.
Sophie Nostitz-Rieneck starb am 27. Oktober 1990 im steirischen Thannhausen und wurde in der Gudenus'schen Gruft im Friedhof in Weiz an der Seite ihres Ehemanns beigesetzt.

## Nachkommen
- Erwein Maximilian Franz Peter Paul Hubertus Konrad Maria (1921–1949 in sowjetischer Gefangenschaft)
- Franz von Assisi Friedrich Ernst Leopold Josef Maria (1923–1945, gefallen an der Ostfront)
- Alois Karl Joseph Maria (1925–2003)

⚭ 1962 Maria Theresia Gräfin von Waldburg zu Zeil und Trauchburg (* 1931), Tochter von Erich von Waldburg-Zeil
- Sophie Amalia Theresia Quirinia Henriette Lucretia Magdalena Maria Ignatia (1929–2024)

⚭ 1953 Ernst Gudenus (1916–1972; bis 1919 Freiherr von Gudenus)

## Erwähnenswertes
- Ihr Neffe 2. Grades ist der österreichische Schauspieler Friedrich von Thun (* 1942 als Friedrich Thun und Hohenstein).
- In der US-amerikanischen Fernsehserie „Die Abenteuer des jungen Indiana Jones“ (Originaltitel: The Young Indiana Jones Chronicles) trifft der junge Indiana Jones, gespielt von Corey Carrier, im November 1908 auf die Prinzessin Sophie, gespielt von der dänischen Schauspielerin Amalie Alstrup.